# 26332 Alyssehrlich
26332 Alyssehrlich este un asteroid din centura principală de asteroizi.

## Descriere
26332 Alyssehrlich este un asteroid din centura principală de asteroizi. A fost descoperit pe 21 noiembrie 1998 la Socorro, New Mexico, în cadrul proiectului LINEAR. Asteroidul prezintă o orbită caracterizată de o semiaxă mare de 2,57 ua, o excentricitate de 0,12 și o înclinație de 4,4° în raport cu ecliptica.